# Serab Gyalcen
Serab Gyalcen Rinpocse (Nepál, 1950.–) Nepálban és Európa-szerte is elismert buddhista tanító
Serab Gyalcen Rinpocse a Kagyü vonal egyik igen tisztelt lámája. Maniwa-ként tartják számon, amely címet a Csenrezig gyakorlat mesterének(aki legalább egymilliárd OM MANI PEME HUNG mantrát gyűjtött össze) adnak. A rinpocsét Rumtekben avatta szerzetessé a 16. Karmapa, Rangdzsung Rigpe Dordzse. Kivételesen tehetséges tanítványként elsajátította a tradicionális buddhista tanulmányok minden aspektusát, a szútráktól és tantráktól a szertartásokig és zenékig, tudományokig, művészetekig és a költészetig.

## Tevékenységei
A Pharpingi hároméves elvonulási központ mestere Katmandu nyugati részén építtetett és felügyel egy kolostort, ahol száz apáca van, továbbá tervei között szerepel egy szerzetesi kolostor építése is a fővárostól keletre. Évente többször tart Nyungne és Csenrezig gyakorlatokat több ezer gyakorlónak szvajambui Nyesang kolostorában, ahol több mint 15 milliárd Csenrezig mantrát gyűjtöttek össze az évek során. Több sztúpa építésében is részt vett Nepálban, valamint Franciaországban és Magyarországon is.
Rinpocse mély, direkt és hozzáférhető stílusban tanít. Tanításait gyakorlati tanácsokkal, történetekkel és kellemes humorral  fűszerezi, így hagyva maradandó benyomást azokban, akik elég szerencsések ahhoz, hogy hallhassák őt. Láma Ole Nydahl régi korok szellemi nagyjaihoz hasonlította, akik közül mára már igen kevesen maradtak.

## Magyarországi vonatkozása
Magyarországon 2006-tól a Gyémánt Út Buddhista Közösség szervezésében több nagyszabású beavatást és tanítást adott. 2008 júliusában elvállalta az eredetileg Hamburgba tervezett megvilágosodás-sztúpa magyarországi megépítését, amelyet 2008. szeptember 14-én avatott fel a Nógrád megyei Becskén. 2009 augusztusában a becskei elvonulási központ területén, Láma Ole Nydahl vezette Mahámudrá kurzus vendége volt, ahol a tudat képzésének 7 pontjáról tanított, és Európában elsőként adott Gampopa-beavatást.